# Estadi Ahmed Zabana
L'Estadi Ahmed Zabana (àrab: ملعب أحمد زبانة, Malʿab Aḥmad Zabāna) és un estadi de la ciutat d'Orà a l'Algèria.

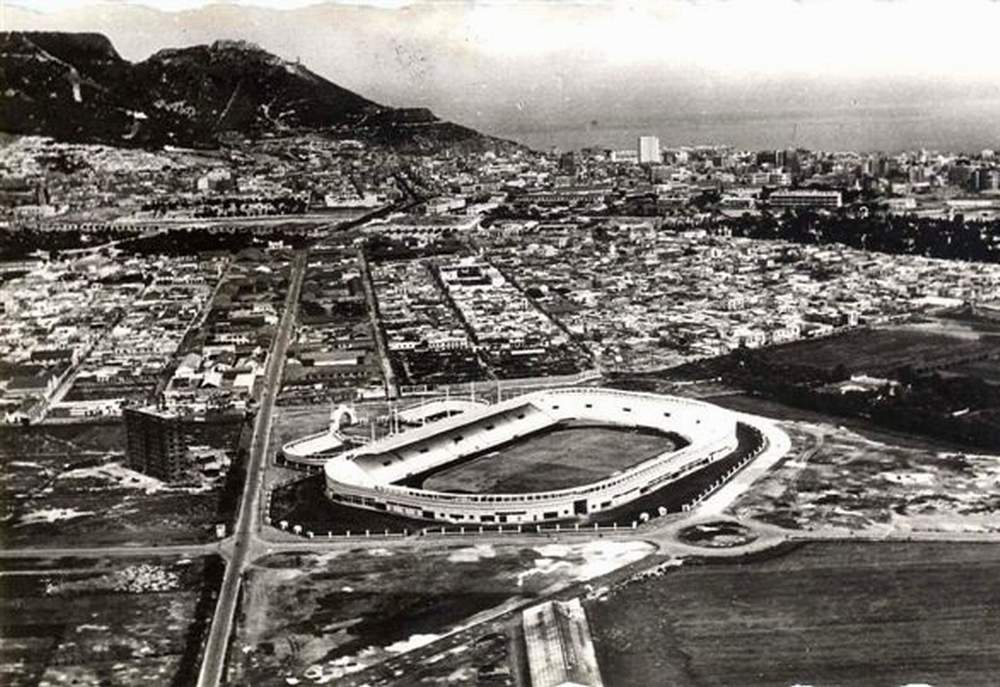
Antiga imatge.

Té una capacitat per a 40.000 espectadors. Es fa servir principalment per al futbol, com que és la seu del club MC Oran, i el rugbi 15.
Va ser construït el 1955 al districte d'El Hamri, i inaugurat el 5 de maig de 1957 amb el nom Parc municipal des sports i més tard Stade Henri Fouques-Duparc. El 1962, després de la independència esdevingué Stade municipal, Stade du 19 juin 1965 i finalment el nom actual Ahmed Zabana.